# Parapediasia hulstellus
Parapediasia hulstellus là một loài bướm đêm trong họ Crambidae.